# Widacz (powiat krośnieński)
Widacz – wieś w Polsce położona w województwie podkarpackim, w powiecie krośnieńskim, w gminie Miejsce Piastowe.
W latach 1975–1998 miejscowość administracyjnie należała do województwa krośnieńskiego.
Widacz został wydzielony ze wsi Targowiska. Na mocy uchwały Nr II/12/78 Gminnej Rady Narodowej w Miejscu Piastowym z dnia 29 marca 1978 r. został sołectwem. W 1992 r. obszar sołectwa został powiększony przez przyłączenie części obszaru wsi Wróblik Królewski z Gminy Rymanów (os. Kotówka). Samodzielną wioską jest od 1996 r. na podstawie uchwały Nr XV/94/95 z dnia 28 grudnia 1995 r. Rady Gminy Miejsce Piastowe.
Widacz oddziela od Zalesia nieduży obszar leśny, będący pozostałością porastających ten teren lasów grądowych. Jest to wieś obejmująca obszar 155 ha.
Na terenie wsi znajdują się: szkoła podstawowa klasy 1-3, przedszkole, OSP, dom ludowy, sklepy i warsztaty usługowo-produkcyjne.